# Туба (Красноярский край)
Туба — посёлок в Курагинском районе Красноярского края в составе   Кочергинского сельсовета.
Выделен в 1989 году из Муринского сельсовета.

## География
Находится  в западной части района примерно в  7 километрах по прямой на юго-запад от районного центра посёлка Курагино у одноименного железнодорожного разъезда.

## Климат
Климат резко континентальный с холодной зимой и жарким летом, суровый, с большими годовыми и суточными амплитудами температуры. Среднегодовая температура воздуха— 1,5°С. Зима суровая и продолжительная. Морозы доходит до минус 40°С. Лето теплое, продолжается свыше двух месяцев. Безморозный период длится 106 дней; дней с температурой 5°С и более — 129. Среднегодовая температура колеблется от 0°С до минус  1°С. Продолжительность безморозного периода от 105 дней до 97 дней. Количество осадков 320—500 мм. Максимум осадков приходится на лето.

## Население
Постоянное население составляло 75 человек в 2002 году (95% русские),  59 в 2010.